# 叶齐德·加西亚
叶齐德·加西亚·阿贝洛（西班牙語：Yezid García Abello；1948年6月29日—）是哥伦比亚的一个土木工程师和政治家。他出生于马格达莱纳省圣玛尔塔，毕业于安第斯大学。1971年，他领导了一场学生运动。后来，他创建“爱国青年”组织，并加入哥伦比亚劳动党。2012年—2015年，任波哥大市议员（作为绿色联盟候选人当选），并支持当时的波哥大市长古斯塔沃·佩特罗及其政府计划“人性化波哥大”。2021年—2022年，任哥伦比亚参议院议员。现任哥伦比亚劳动党总书记。